# Rosa Moselli
Rosa Moselli, in arte Romo (1924 – 2013), è stata una compositrice e cantante italiana.
Vince il 3º premio alla Piedigrottissima RAI-TV del 1958 con Serenata 'e piscatore, cantata da Giorgio Consolini e Nunzio Gallo, di cui ha scritto la musica (il testo è di Aniello Franzese).
È anche autrice (parole e musica) di Dimane... chissà e di Poco 'e gelusia (sempre su testo di Franzese).
Fu in attività negli anni cinquanta.